# Uromyrtus sunshinensis
Uromyrtus sunshinensis är en myrtenväxtart som först beskrevs av André Guillaumin, och fick sitt nu gällande namn av Neil Snow och Gordon P. Guymer. Uromyrtus sunshinensis ingår i släktet Uromyrtus och familjen myrtenväxter.
Artens utbredningsområde är Nya Kaledonien. Inga underarter finns listade i Catalogue of Life.